# Strade provinciali della provincia di Foggia
Questo è un elenco delle strade provinciali presenti sul territorio della provincia di Foggia, e di competenza della provincia stessa.
Il provvedimento di classificazione delle strade provinciali foggiane è il D.M. 30 marzo 1972 (G.U. 28 aprile 1972, n. 112).

## SP 1 - SP 10
| Numero | Denominazione                                     | Percorso | Km     |
| ------ | ------------------------------------------------- | --- | ------ |
|        | Neviera di Motta - Ponte 13 Archi                 | SP 145 presso Neviera di Motta (Motta Montecorvino) - Celenza Valfortore - SS 17 presso Ponte 13 Archi (Celenza Valfortore)                                                    | 24,000 |
|        | Cupello - San Marco la Catola - Ponte San Giacomo | SP 1 presso Loc. Cupello (Celenza Valfortore) - San Marco la Catola - SS 17 presso Ponte San Giacomo (Volturara Appula)                                                        | 10,300 |
|        | Macchia delle Forche - Carlantino                 | SP 1 presso Macchia delle Forche (Celenza Valfortore) - Carlantino | 5,700  |
|        | Serralombardi - Scassabarile                      | SP 5 presso Serralombardi (Castelnuovo della Daunia) - SP 1 presso Scassabarile (Volturara Appula)                                                                             | 6,900  |
|        | Lucera - Ponte Fortore                            | Lucera - Pietramontecorvino - Castelnuovo della Daunia - Casalvecchio di Puglia - Casalnuovo Monterotaro - Confine Regione Molise Provincia di Campobasso presso Ponte Fortore | 39,700 |
|        | Lucera - Castelnuovo della Daunia                 | SP 5 presso Loc. Fattoria Cavalli (Lucera) - Castelnuovo della Daunia (SP 5)                                                                                                   | 20,800 |
|        | Chianconi                                         | SP 5 presso Pietramontecorvino - SP 6 presso Masseria Parisa (Lucera) | 8,000  |
|        | Lucera - Sculgola                                 | SP 109 presso Lucera - SP 11 presso Loc. Sculgola (Casalvecchio di Puglia) | 23,500 |
|        | di Ponte del Porco                                | SP 16 presso sito storico Castel Fiorentino (Torremaggiore) - SP 142 presso San Paolo di Civitate                                                                              | 18,300 |
|        | Torremaggiore - Casalvecchio di Puglia            | Torremaggiore - Casalvecchio di Puglia | 20,200 |

## SP 11 - SP 20
| Numero | Denominazione                          | Percorso                                                                                      | Km     |
| ------ | -------------------------------------- | --------------------------------------------------------------------------------------------- | ------ |
|        | Torremaggiore - Casalnuovo Monterotaro | SP 10 presso Torremaggiore - Casalnuovo Monterotaro (SP 5)                                    | 20,900 |
|        | Torremaggiore - Lucera                 | SP 10 presso Torremaggiore - SP 109 presso Lucera                                             | 20,000 |
|        | Foggia - Torremaggiore                 | SC 29 di Foggia presso Torrente Vulgano - Torremaggiore                                       | 25,500 |
|        | di Gatti - Santa Maria                 | SP 16 presso Masseria Gatti (Torremaggiore) - SP 109 presso Masseria Visciglieto (San Severo) | 7,000  |
|        | Torremaggiore - Masseria San Pietro    | SP 10 presso Torremaggiore - SP 8 presso Masseria San Pietro (Casalvecchio di Puglia)         | 11,600 |
|        | San Severo - Piano Devoto              | San Severo - SP 6 presso Loc. Piano Devoto (Castelnuovo della Daunia)                         | 22,500 |
|        | Torremaggiore - Torre Fiorentina       | SP 12 presso Torremaggiore - SP 18 presso sito storico Castel Fiorentino (Torremaggiore)      | 10,900 |
|        | Circumlucerina                         | Anello stradale attorno a Lucera, inizio e fine dalla SS 17 presso Masseria Casanova          | 49,500 |
|        | di Zamarra                             | San Severo - SS 16 - SP 13 - C.da Zamarra                                                     | 11,800 |
|        | Lucera - S.S. 16                       | SP 21 presso Lucera - SS 16                                                                   | 17,300 |

## SP 21 - SP 30
| Numero | Denominazione                                      | Percorso | Km     |
| ------ | -------------------------------------------------- | --- | ------ |
|        | Lucera - Palmori                                   | Lucera - Confine Comune di Lucera presso Loc. Palmori (Lucera)                                                            | 11,400 |
|        | Borgo Celano                                       | SS 272 presso Borgo Celano (San Marco in Lamis) - Rignano Garganico - SS 16 presso Stazione di Rignano Garganico (Foggia) | 33,800 |
|        | Sprecacenere                                       | SC di Foggia presso ex Stazione ferroviaria di Arpinova - SP 25 presso C.da Colle del Vento (Rignano Garganico)           | 11,400 |
|        | Ponte di Spini - Circumsanseverina Est             | SP 23 presso Loc. Ponte di Spini (Foggia) - SP 27 presso Casone (San Severo)                                              | 13,400 |
|        | di Mezzana Grande                                  | SS 89 presso Posta della Via (San Giovanni Rotondo) - SP 47 bis presso Masseria Mezzana Grande (Rignano Garganico)        | 22,100 |
|        | Foggia - San Marco in Lamis                        | SS 89 presso Posta Demani (Foggia) - SS 272 a Borgo Celano (San Marco in Lamis)                                           | 24,000 |
|        | Circumsanseverina Est                              | SS 16 presso Masseria Zanotti (San Severo) - SP 28 presso Masseria Mezzana della Quercia (Apricena)                       | 15,000 |
|        | Pedegarganica                                      | Apricena (SS 89) - SP 45 bis presso Masseria Le Mosce di Bramante (San Giovanni Rotondo)                                  | 34,500 |
|        | Circumsanseverina Nord                             | Variante al centro abitato di San Severo dalla SS 272 alla SS 16                                                          | 9,100  |
|        | San Severo - Torremaggiore - San Paolo di Civitate | San Severo - Torremaggiore - San Paolo di Civitate                                                                        | 15,900 |

## SP 31 - SP 40
| Numero | Denominazione                                      | Percorso | Km     |
| ------ | -------------------------------------------------- | --- | ------ |
|        | San Paolo di Civitate - Ripalta                    | San Paolo di Civitate (SP 142) - Ripalta (Lesina) - SS 16                                                                                         | 14,700 |
|        | Torremaggiore - Sant'Antonino da Piede             | Torremaggiore - SP 33 presso Loc. Sant'Antonino da Piede (San Severo)                                                                             | 8,300  |
|        | Sant'Antonino da Piede - Stazione Poggio Imperiale | SS 89 presso Loc. Sant'Antonino da Piede (San Severo) - Stazione di Poggio Imperiale (Apricena)                                                   | 9,800  |
|        | di Tribunale                                       | SP 27 - SS 89 (chiusa al traffico, eccetto frontisti)                                                                                             | 4,600  |
|        | San Severo - Marina Lesina                         | San Severo - Torre Fortore presso Marina di Lesina (Lesina)                                                                                       | 25,000 |
|        | Apricena - San Paolo Civitate                      | SP 37 presso Apricena - SP 142 presso San Paolo di Civitate                                                                                       | 16,400 |
|        | Lesina - Poggio Imperiale - Apricena               | SS 16 (presso Ripalta) - Lesina - Poggio Imperiale - Apricena - ex Stazione Apricena                                                              | 23,900 |
|        | Apricena - San Nazario                             | Apricena (SS 89) - SP 40 presso Santuario di San Nazario Martire (Poggio Imperiale)                                                               | 8,200  |
|        | Circunvallazione Apricena                          | SP 37 (C.da San Sabino) - SP 38 | 1,400  |
|        | San Nazario - Poggio Imperiale - Coppa di Rose     | SP 38 presso Santuario di San Nazario Martire (Poggio Imperiale) - Poggio Imperiale - SP 31 presso Masseria Coppa di Rose (San Paolo di Civitate) | 17,600 |
|        | Lesina - Torre Mileto                              | SP 37 presso Lesina - SP 41 presso Casa Metilde (San Nicandro Garganico)                                                                          | 21,300 |
|        | Sacca Orientale                                    | SP 40 - SP 41 | 9,000  |

## SP 41 - SP 50
| Numero | Denominazione                                             | Percorso                                                                                                | Km     |
| ------ | --------------------------------------------------------- | --- | ------ |
|        | San Nicandro - Torre Mileto - Stazione Ischitella         | San Nicandro Garganico (SS 89) - SP 41 ter presso Stazione di Ischitella                                | 31,900 |
|        | Chieuti - Ripalta                                         | Chieuti (SP 44) - SP 31 presso Ripalta (Lesina)                                                         | 12,900 |
|        | Rodi Garganico - San Menaio (ex tratto S.S. 89 Garganica) | SS 89 presso Rodi Garganico - Rodi Garganico - SS 89 presso San Menaio (Vico del Gargano)               | 9,920  |
|        | Civitella - Piano dei Sagri                               | SP 41 presso Casa Metilde (San Nicandro Garganico) - SP 41 presso Capojale (Cagnano Varano)             | 20,700 |
|        | Ponte Civitate - Stazione di Ripalta                      | SP 142 presso Ponte Civitate (Serracapriola) - SS 16 presso Stazione di Ripalta                         | 15,300 |
|        | San Giovanni Rotondo - Cagnano Varano                     | SS 272 presso San Giovanni Rotondo - Cagnano Varano (SS 89)                                             | 29,300 |
|        | Chieuti - Scaricatoio                                     | SP 41 bis presso Chieuti - SS 16 presso Podere San Nicola                                               | 8,100  |
|        | Serracapriola - Chieuti - Torre Fantine                   | Serracapriola (SP 142) - Chieuti - SS 16 presso Torre Fantine a Marina di Chieuti (Chieuti)             | 13,900 |
|        | del convento dei Cappuccini                               | SS 272 presso circonvallazione di San Giovanni Rotondo - Convento dei Cappuccini a San Giovanni Rotondo | 1,770  |
|        | di Montesecco                                             | SP 46 presso Masseria Piscicelli (Torremaggiore) - Chieuti (SP 44)                                      | 23,317 |
|        | Candelarese (ex SS 273 Candelarese)                       | SS 272 presso circonvallazione di San Giovanni Rotondo - SS 89 presso Villaggio Amendola                | 16,490 |
|        | Torremaggiore - Confine                                   | Torremaggiore (SP 30) - SP 146 presso confine Regione Puglia                                            | 17,500 |
|        | Cagnano Varano - Lago                                     | SS 89 presso Cagnano Varano - Lago di Varano                                                            | 1,100  |
|        | del Crocifisso di Varano                                  | SS 89 - Santuario del Crocifisso di Varano (Ischitella)                                                 | 8,000  |
|        | La Marchesa                                               | SP 27 presso Casone (San Severo) - SP 28                                                                | 7,000  |
|        | San Marco in Lamis - San Nicandro Garganico               | San Marco in Lamis (SS 272) - SS 89 presso San Nicandro Garganico                                       | 20,000 |
|        | San Nicandro Garganico - Sant'Annea                       | San Nicandro Garganico (SS 89) - SP 40 presso Lago di Lesina                                            | 8,100  |
|        | Piano Canale - Carpino - Torre Antonaccia                 | SP 144 presso Piano Canale (Monte Sant'Angelo) - Carpino - SS 89 presso Torre Antonaccia                | 24,700 |
|        | Carpino - San Giovanni Rotondo                            | Carpino (SP 50) - SP 43 presso Casa Rignanese (Monte Sant'Angelo)                                       | 19,000 |

## SP 51 - SP 60
| Numero | Denominazione                           | Percorso | Km     |
| ------ | --------------------------------------- | --- | ------ |
|        | Carpino - Ischitella - Vico del Gargano | Carpino (SP 50) - Ischitella - Vico del Gargano (SP 144)                                                                        | 18,700 |
|        | Ischitella - Rodi Garganico             | Ischitella (SP 51) - SP 41 ter presso Rodi Garganico                                                                            | 8,700  |
|        | Vieste - Peschici                       | Vieste - Peschici | 21,500 |
|        | del Mandrione                           | SP 52 presso Santa Maria di Merino (Vieste) - SP 144 presso Casa Forestale (Vico del Gargano)                                   | 20,400 |
|        | Mezzane                                 | SS 89 - SP 52 presso Palude Mezzane (Vieste)                                                                                    | 2,900  |
|        | Mattinata - Vieste                      | Mattinata - Vieste | 34,735 |
|        | Pagliaro Freddo                         | Vieste (lungomare Enrico Mattei) - SS 89                                                                                        | 11,000 |
|        | Campi - Pugnochiuso - Coppa Santa Tecla | SP 53 presso Baia dei Campi - Pugnochiuso - SP 53 presso Coppa Santa Tecla                                                      | 15,000 |
|        | Monte Sant'Angelo - Macchia             | Monte Sant'Angelo (SS 89 dir/B) - SS 89 presso San Pasquale (Monte Sant'Angelo)                                                 | 12,500 |
|        | Monte Sant'Angelo - Pulsano             | SS 272 (Monte Sant'Angelo) - Abbazia di Santa Maria di Pulsano (Monte Sant'Angelo)                                              | 11,000 |
|        | Scaloria                                | Manfredonia - SS 272 presso Casa Campolato (San Giovanni Rotondo)                                                               | 18,600 |
|        | Manfredonia - Le Matine                 | Manfredonia - SP 45 bis presso Le Matine (San Giovanni Rotondo)                                                                 | 15,800 |
|        | Riserva Frattarolo - Stazione Candelaro | SP 141 presso Masseria Pariti (Manfredonia) - Stazione Frattarolo (Manfredonia) - SP 60 presso Stazione Candelaro (Manfredonia) | 7,600  |
|        | di Beccarini                            | Innesto SP 45 bis con SS 89 (Manfredonia) - Loc. Beccarini (Manfredonia) - SP 77 (Cerignola) - SP 66 (Cerignola)                | 23,500 |

## SP 61 - SP 70
| Numero | Denominazione                            | Percorso | Km     |
| ------ | ---------------------------------------- | --- | ------ |
|        | La Motta - Margherita di Savoia          | Con l'istituzione della Provincia di Barletta-Andria-Trani, l'intera arteria ricade in questo territorio                                                                                        |        |
|        | Cerignola - Trinitapoli - Saline         | Cerignola - Confine Provincia di Barletta-Andria-Trani presso Masseria De Biase Il tratto Masseria De Biase - Saline ricade all'interno della neo-costituita Provincia di Barletta-Andria-Trani | 6,812  |
|        | San Ferdinando di Puglia - Trinitapoli   | Con l'istituzione della Provincia di Barletta-Andria-Trani, l'intera arteria ricade in questo territorio                                                                                        |        |
|        | Ponte Canosa - Contrada Caprioli         | Con l'istituzione della Provincia di Barletta-Andria-Trani, l'intera arteria ricade in questo territorio                                                                                        |        |
|        | S.P. 75 - Ponte Canosa                   | SP 75 - Confine Provincia di Barletta-Andria-Trani presso Ponte Canosa (Cerignola) Il tratto Confine - SP 64 ricade all'interno della neo-costituita Provincia di Barletta-Andria-Trani         | 15,797 |
|        | Trinitapoli - Zapponeta                  | Confine Provincia di Barletta-Andria-Trani presso Montaltino - Zapponeta Il tratto Confine - Ex SS 544 ricade all'interno della neo-costituita Provincia di Barletta-Andria-Trani               | 11,134 |
|        | Borgo Innacquata - Contrada Giardino     | SP 69 presso Loc. Borgo Innacquata (Zapponeta) - SP 66 presso Loc. Contrada Giardino (Cerignola)                                                                                                | 9,200  |
|        | Circumcerignolese Nord                   | SP 77 presso Masseria Mavellia (Cerignola) - SS 16 presso Masseria Paolillo (Cerignola) | 10,000 |
|        | Santa Maria dei Manzi - Borgo Innacquata | SP 77 presso Loc. Santa Maria dei Manzi (Cerignola) - SP 70 presso Loc. Borgo Innacquata (Zapponeta)                                                                                            | 18,500 |
|        | Macchia Rotonda - Sette Poste            | SP 78 in Loc. Macchia Rotonda (Manfredonia) - Borgo Fonte Rosa (Manfredonia) - Borgo Innacquata (Zapponeta) - SP 77 presso Loc. Sette Poste (Manfredonia)                                       | 12,300 |

## SP 71 - SP 80
| Numero | Denominazione                                    | Percorso | Km     |
| ------ | ------------------------------------------------ | --- | ------ |
|        | Borgo Fonte Rosa - Amendola                      | SP 70 presso Borgo Fonte Rosa (Manfredonia) - Loc. Barretta (Manfredonia) - SP 74 presso Masseria Santa Tecchia (Manfredonia)                                                 | 11,800 |
|        | Cerignola - Contrada Viro                        | SS 16 presso Cerignola - SS 89 presso Masseria Candelaro (San Giovanni Rotondo)                                                                                               | 38,650 |
|        | Via del Mare                                     | Foggia - Borgo Tavernola (Foggia) - Loc. Beccarini (Manfredonia) - SP 141 presso Ippocampo (Manfredonia)                                                                      | 25,500 |
|        | Stazione Candelaro - Posta delle Capre           | SP 60 presso Stazione di Candelaro (Manfredonia) - SP 28 | 20,300 |
|        | di Trinitapoli (tratto ex SS 544 di Trinitapoli) | Foggia - Confine Provincia di Barletta-Andria-Trani presso Trinitapoli Il tratto Confine - NSA 113 ricade all'interno della neo-costituita Provincia di Barletta-Andria-Trani | 36,522 |
|        | Borgo Tavernola - Stazione Amendola              | SP 73 in Tavernola (Foggia) - SP 72 presso Stazione di Amendola (Manfredonia)                                                                                                 | 6,600  |
|        | Rivolese (ex SS 545 Rivolese)                    | SP 141 presso Torre di Rivoli (Zapponeta) - SS 16 presso Angarano di Cerignola                                                                                                | 23,600 |
|        | Borgo Mezzanone - Macchia Rotonda                | SP 72 in Loc. Macchia Rotonda (Manfredonia) - SC Manfredonia presso Borgo Mezzanone (Manfredonia)                                                                             | 3,200  |
|        | Ordona - Carapelle - S.P. 75                     | Ordona - Carapelle - SP 75 | 17,400 |
|        | Orta Nova - Borgo Innacquata                     | Orta Nova - SP 70 presso Loc. Borgo Innacquata (Zapponeta) | 18,700 |

## SP 81 - SP 90
| Numero | Denominazione                       | Percorso                                                                                              | Km     |
| ------ | ----------------------------------- | --- | ------ |
|        | Carapelle - Orta Nova - Stornarella | Carapelle - Orta Nova - Stornarella                                                                   | 12,100 |
|        | Stornarella - Ofanto                | SP 88 presso Stornarella - SP 91 presso loc. San Leonardo (Ascoli Satriano)                           | 17,900 |
|        | Ortanova - Stornara - Moschella     | SP 110 presso Orta Nova - Stornara - SP 143 presso Villaggio Moschella (Cerignola)                    | 24,900 |
|        | di Contessa                         | SP 88 presso Masseria Contessa Mannelli (Stornara) - SP 83                                            | 6,500  |
|        | Ascoli Satriano - Ordona            | Ascoli Satriano - SP 110 presso Ponte Nuovo (Ordona)                                                  | 11,900 |
|        | Ordona - Conte Di Noia              | SC Ordona presso Ponte Carapelle (Carapelle) - SP 88 presso Masseria Conte Di Noia (Ascoli Satriano)  | 13,800 |
|        | Ascoli Satriano - Orta Nova         | Ascoli Satriano (SP 88) - SP 110 presso Orta Nova                                                     | 19,700 |
|        | Ascoli Satriano - Contessa          | Ascoli Satriano (SP 90) - Stornarella - Stornara - SS 16 presso Masseria Contessa Mannelli (Stornara) | 25,300 |
|        | Corleto - San Carlo                 | SP 88 presso Corleto (Ascoli Satriano) - SP 91 presso San Carlo d'Ascoli (Ascoli Satriano)            | 18,000 |
|        | Ascoli Satriano - Serra la Caccia   | Ascoli Satriano (SP 88) - SP 97 presso Loc. Serra La Caccia                                           | 11,200 |

## SP 91 - SP 100
| Numero | Denominazione                                         | Percorso | Km     |
| ------ | ----------------------------------------------------- | --- | ------ |
|        | dell'Ofanto                                           | SP 90 / SP 97 - SP 143 presso Villaggio Moschella - SP 95 bis presso Ponte Canosa | 39,300 |
|        | Masseria Ferranti                                     | SP 85 - SP 86 presso Masseria Ferranti (Orta Nova) | 4,300  |
|        | di Pantanelle di Zezza                                | SP 91 - SS 93 Appulo Lucana (Canosa di Puglia) | 3,000  |
|        | di Parasacco                                          | SP 91 - Ponte Ofanto (Confine Regione Puglia) | 0,300  |
|        | Cerignola - Candela                                   | Cerignola - Quadrivio SP 99 / SR 1 presso Candela | 34,600 |
|        | Andriese-Coratina (tratto ex SS 98 Andriese-Coratina) | SS 16 presso Cerignola - Confine Provincia di Barletta-Andria-Trani (KM. 8+400) presso SP 64 Il tratto SP 64 - Confine Provincia di Bari presso Ponte Canosa ricade all'interno della neo-costituita Provincia di Barletta-Andria-Trani | 8,400  |
|        | Pozzo Terraneo                                        | SP 83 presso Loc. Pozzo Terraneo (Cerignola) - SP 95 bis | 14,700 |
|        | Casone - Capacciotti                                  | SP 98 presso loc. Casone (Candela) - SP 82 presso loc. Capacciotti (Ascoli Satriano) | 19,400 |
|        | del Casone                                            | SP 95 presso casello di Candela A16 - SP 99 bis | 8,400  |
|        | Stazione Ascoli - Candela - Rocchetta                 | Stazione di Ascoli Satriano - Candela - Rocchetta Sant'Antonio - SP 99 bis | 25,300 |
|        | del Formicoso (tratto ex SS 303 del Formicoso)        | Confine Regione Campania Provincia di Avellino - SS 401 dir presso Stazione di Rocchetta Sant'Antonio | 11,260 |
|        | di Varco di Accadia                                   | Confine Regione Campania Provincia di Avellino presso casello di Lacedonia A16 - SP 101 presso Accadia | 9,000  |

## SP 101 - SP 110
| Numero | Denominazione                            | Percorso | Km     |
| ------ | ---------------------------------------- | --- | ------ |
|        | Quadrivio Candela - Sant'Agata - Accadia | Quadrivio SP 99 / SR 1 presso Candela - Sant'Agata di Puglia - Accadia (SP 136)                                          | 29,500 |
|        | Quadrivio Candela - Deliceto             | SP 99 - SP 136 presso Radogna (Bovino)                                                                                   | 17,700 |
|        | Deliceto - Gavitello                     | SP 136 presso Deliceto - SP 106 presso loc. Gavitello (Castelluccio dei Sauri)                                           | 8,200  |
|        | Gavitello - Ponte Parrozzo               | SP 106 presso loc. Gavitello (Castelluccio dei Sauri) - SP 99 presso Ponte Parrozzo (Ascoli Satriano)                    | 13,600 |
|        | Foggia - Ascoli Satriano                 | SS 655 presso Aeroporto di Foggia "Gino Lisa" - Ascoli Satriano                                                          | 31,300 |
|        | Giardinetto - Palazzo d'Ascoli           | SS 90 / SP 109 presso Giardinetto (Orsara di Puglia) - SP 105 presso Palazzo d'Ascoli (Ascoli Satriano)                  | 13,600 |
|        | Castelluccio dei Sauri - Posticciola     | Castelluccio dei Sauri - SP 105 presso Masseria Posticciola (Ascoli Satriano)                                            | 7,400  |
|        | Castelluccio dei Sauri - Ponte Rotto     | SP 106 presso Gavitello (Castelluccio dei Sauri) - SP 105 presso Masseria La Quercia (Foggia)                            | 11,800 |
|        | di Lucera (ex SS 160 di Lucera)          | San Severo - Lucera - Troia - SS 90 presso Giardinetto (Orsara di Puglia)                                                | 43,380 |
|        | di Ortanova (ex SS 161 di Ortanova)      | SS 90 presso Ponte Bovino (Bovino) - Castelluccio dei Sauri - Ordona - Orta Nova - SS 16 presso Passo d'Orta (Orta Nova) | 37,100 |

## SP 111 - SP 120
| Numero | Denominazione                 | Percorso                                                                                       | Km     |
| ------ | ----------------------------- | ---------------------------------------------------------------------------------------------- | ------ |
|        | di San Lorenzo                | SS 90 presso Stazione di Bovino - SP 109 presso Troia                                          | 12,000 |
|        | Masseria Rosati - San Lorenzo | SP 113 presso Masseria Rosati (Troia) - SP 111                                                 | 7,800  |
|        | Reggente - Monte Calvello     | SP 117 presso Reggente (Lucera) - Masseria Rosati                                              | 16,000 |
|        | di Pozzorsogno                | SP 113 - SP 116 presso Posta Nuova (Troia)                                                     | 5,100  |
|        | Troiana (ex SS 546 Troiana)   | SS 90 presso Masseria Celso (Foggia) - Troia                                                   | 17,000 |
|        | Lucera - Monte Calvello       | Lucera - SS 90                                                                                 | 10,400 |
|        | di Vaccarella                 | SC presso Località Vaccarella (Foggia) - SP 116                                                | 8,000  |
|        | di San Giusto                 | SS 673 presso Loc. Posta di Pietrafitta (Foggia) - SP 109 presso Loc. Montaratro (Lucera)      | 15,050 |
|        | di Masseria Villani           | SP 13 presso Masseria Villani (Lucera) - SS 17 presso Vigna Nocelli (Lucera)                   | 6,600  |
|        | Palazzo d'Ascoli - Bastia     | SP 105 presso Palazzo d'Ascoli (Ascoli Satriano) - SP 101 presso Bastia (Sant'Agata di Puglia) | 15,200 |
|        | Palazzo d'Ascoli - Mezzanelle | SP 119 presso Palazzo d'Ascoli (Ascoli Satriano) - SP 102 presso Loc. Mezzanelle (Deliceto)    | 9,200  |

## SP 121 - SP 130
| Numero | Denominazione                         | Percorso | Km     |
| ------ | ------------------------------------- | --- | ------ |
|        | Ponte Bovino - Panni Scalo            | SP 110 presso Ponte Bovino - Bovino - Panni - Stazione di Montaguto-Panni presso Confine Regione Campania Provincia di Avellino           | 29,200 |
|        | Bovino - Deliceto                     | SP 121 presso Bovino - Deliceto (SP 136)                                                                                                  | 8,750  |
|        | Troia - Orsara - Scalo                | Troia - Orsara di Puglia - SS 90 presso Stazione di Orsara di Puglia                                                                      | 22,270 |
|        | Troia - Castelluccio Valmaggiore      | SP 123 - SP 125 presso Castelluccio Valmaggiore                                                                                           | 11,000 |
|        | Ponte Celone - Ponte Lucifero         | SP 109 presso Troia - Castelluccio Valmaggiore - Faeto - Confine Provincia di Avellino presso Ponte Lucifero                              | 27,900 |
|        | di Celle San Vito                     | SP 125 presso Celle di San Vito - Celle di San Vito                                                                                       | 3,500  |
|        | di Camporeale                         | SP 125 - SP AV. | 8,700  |
|        | Faeto - Contrada Sterparo             | SP 125 presso Faeto - SP 130 Confine Regione Campania Provincia di Benevento presso Loc. Contrada Sterparo (Roseto Valfortore)            | 10,100 |
|        | Biccari - Roseto Valfortore           | Biccari (SP 133) - SP 130 presso Roseto Valfortore                                                                                        | 15,400 |
|        | Lucera - Alberona - Roseto Valfortore | Lucera - Alberona - Roseto Valfortore - Confine Regione Campania Provincia di Benevento presso Loc. Contrada Sterparo (Roseto Valfortore) | 45,000 |

## SP 131 - SP 140
| Numero | Denominazione                                                    | Percorso | Km     |
| ------ | ---------------------------------------------------------------- | --- | ------ |
|        | di Santa Maria                                                   | SP 130 presso Masseria De Palma (Lucera) - SP 132 presso Masseria Airili (Biccari) | 9,300  |
|        | Montaratro - Biccari                                             | SP 109 presso Masseria Montaratro (Lucera) - Biccari (SP 133) | 11,700 |
|        | Tertiveri - Biccari - Castelluccio Valmaggiore                   | SP 130 presso Loc. Tertiveri (Biccari) - Biccari - SP 125 presso Masseria del Bisco (Castelluccio Valmaggiore)                                                                                                 | 10,600 |
|        | Volturino - Crocella di Motta                                    | SS 17 - Volturino - SP 145 presso Loc. Crocella di Motta (Volturara Appula) | 14,900 |
|        | Volturino - Alberona                                             | SP 134 presso Volturino - SP 130 presso Alberona | 9,100  |
|        | Diramazione Irpina (ex SS 91 ter Diramazione Irpina)             | SP 136 bis presso Monteleone di Puglia - Accadia- Deliceto - SP 110 presso Radogna (Bovino) | 29,500 |
|        | Irpina (tratto ex SS 91 bis Irpina dal KM. 12+300 al KM. 28+300) | Confine Regione Campania Provincia di Avellino presso Savignano Irpino (KM. 12+300) - Monteleone di Puglia - Anzano di Puglia - Confine Regione Campania Provincia di Avellino presso Scampitella (KM. 28+300) | 16,000 |
|        | Bastia - Accadia                                                 | SP 101 presso loc. Bastia (Sant'Agata di Puglia) - SP 136 presso Accadia | 8,000  |
|        | Sant'Agata - Accadia                                             | SP 101 presso Sant'Agata di Puglia - SP 137 presso loc. Bastia (Sant'Agata di Puglia) | 3,500  |
|        | Panni - Limitoni                                                 | Panni (SP 121) - SP 136 presso loc. Limitoni (Accadia) | 5,600  |
|        | Bovino - Accadia                                                 | SP 121 presso Bovino - Agata delle Noci - SP 136 presso Accadia | 12,000 |
|        | di San Domino (Isole Tremiti)                                    | Porto - Faro | 1,500  |

## SP 141 - SP 147
| Numero | Denominazione                                                                   | Percorso | Km     |
| ------ | ------------------------------------------------------------------------------- | --- | ------ |
|        | delle Saline (tratto ex SS 159 delle Saline)                                    | SS 89 svincolo Manfredonia Sud presso Manfredonia - Zapponeta - Confine Provincia di Barletta-Andria-Trani presso Torre Pietra (Margherita di Savoia) Il tratto Torre Pietra - NSA 113 ricade all'interno della neo-costituita Provincia di Barletta-Andria-Trani | 20,744 |
|        | Serracapriola - San Paolo Civitate - San Severo (tratto ex SS 16 ter Adriatica) | Confine Regione Molise Provincia di Campobasso presso Torrente Saccione (KM. 15+462) - Serracapriola - San Paolo di Civitate - San Severo (via R. Morandi KM. 51+700)                                                                                             | 38,963 |
|        | dell'Ofanto (tratto ex SS 529 dell'Ofanto)                                      | Cerignola - Confine Provincia di Potenza presso fiume Ofanto | 14,615 |
|        | della Foresta Umbra (tratto ex SS 528 della Foresta Umbra)                      | Bivio SS 693 con SS 750 presso Vico del Gargano - Vico del Gargano - SS 272 presso Monte Sant'Angelo | 39,600 |
|        | dell'Appennino Abbruzzese e Appennino Sannitico                                 | SS 17 var (KM. 285+455) - Volturara Appula - Motta Montecorvino - SS 17 var (KM. 304+600) Ex tratto della SS 17 di collegamento con Volturara Appula e Motta Montecorvino sostituito dalla SS 17 var (variante di Volturara)                                      | 19,145 |
|        | dei Tre Titoli (tratto ex SS 376 dei Tre Titoli)                                | Confine Provincia di Campobasso - Innesto SP 142 (Serracapriola) | 7,670  |
|        | di Ururi (tratto ex SS 480 di Ururi)                                            | Confine Provincia di Campobasso - Innesto SP 146 (Serracapriola) | 4,660  |